# Bruce Weber

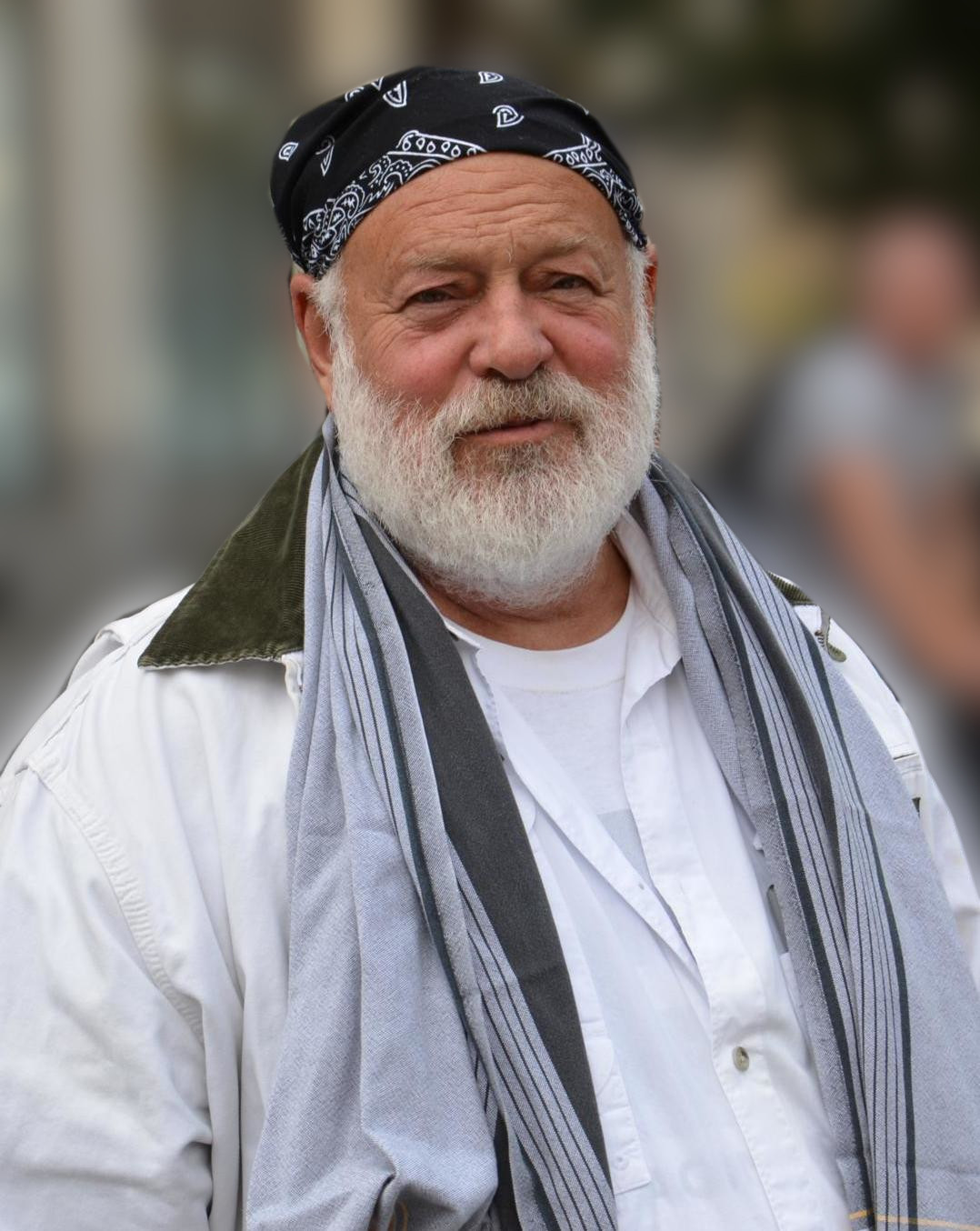
Bruce Weber (2011)

Bruce Weber (* 29. März 1946 in Greensburg, Pennsylvania) ist ein US-amerikanischer Fotograf und Filmregisseur. Er ist international bekannt für seine Werbekampagnen für Calvin Klein, das Modeunternehmen Abercrombie & Fitch und Ralph Lauren sowie für seine Arbeiten für die Zeitschriften GQ und Rolling Stone.

## Leben und Werk
Weber wurde 1946 als Sohn eines Fotografen in Greensburg geboren. Er studierte vermutlich zunächst in Princeton, später wechselte er durch Vermittlung von Diane Arbus zu Lisette Model an die New School for Social Research.
Er ist hauptsächlich im Bereich der Modefotografie tätig; seine Arbeiten erschienen in den späten 1970ern zunächst im GQ-Magazin. In den 1980ern wurde er zunehmend bekannter als Fotograf und erhielt insbesondere für seine Modekampagnen für Calvin Klein internationale Anerkennung. Bekannte Aufnahmen sind Schwarz-Weiß-Fotos von einem sich gegenseitig anblickenden, unbekleideten Paar auf einer Schaukel, zwei bekleideten Männern im Bett und von Model Marcus Schenkenberg, der nackt seine Jeans bei einer Dusche hält. Weber arbeitete unter anderem für Ralph Lauren, Abercrombie & Fitch, Volvo, Karl Lagerfeld, Versace und Dior Homme. Charakteristisch für seine Arbeit als Modefotograf ist die Sprengung der Gattung. In Webers Fotografien steht der Mensch im Mittelpunkt, nicht so sehr die Kleidung. Entsprechend ist Weber sehr auf die Wahl der Models bedacht. Viele Top-Models – speziell männliche – verdanken ihre Entdeckung Bruce Weber. Der etwas nostalgische Stil des „Jungen von Nebenan“ wurde durch ihn in die Modefotografie eingeführt. 1998 und 2003 gestaltete er den Pirelli-Kalender.
Des Weiteren war Weber als Filmregisseur tätig. Er drehte den Dokumentarfilm Broken Noses (1987) mit jungen Boxern, den zweistündigen Dokumentarfilm Let’s Get Lost (1988) über den Jazztrompeter Chet Baker, der im Jahr 2008 im Klassiker-Programm der Filmfestspiele Cannes lief, einen Kurzfilm über seine Haushunde und den Schwarz-Weiß-Film Chop Suey über eigene Beobachtungen des Alltags. Sein Antikriegsfilm A Letter to True war der Eröffnungsfilm der Berlinale 2004, die in ihrem Pressetext folgendes schrieb:
„US-Starfotograf Bruce Weber erschafft in seinem filmischen Essay A Letter to True eine Welt voller Sehnsucht und Dankbarkeit – eine Hommage an ein besseres Leben, an das ihn seine Hunde gemahnen. Seine Hunde Lassie und Rintintin … (Erzählerinnen Julie Christie und Marianne Faithfull) nehmen den Zuschauer mit auf die Reise – den Brief an Lieblingshund True spricht Bruce Weber.“
Für die Musikgruppe Pet Shop Boys drehte er die Videos zu den Singles Being Boring (1990), Se a vida é (1996) und I Get Along (2002). 2004 machte Weber einen Abstecher ins Modedesign und entwarf eine eigene Kollektion. Die Artikel der Casual Men’s Wear unter dem Label Weberbilt werden bis heute in nur drei Läden weltweit verkauft, in London, Miami und Tokio. Weber ist verheiratet mit Nan Bush, mit der er auch manchmal zusammenarbeitet. Seine Arbeiten sind zum Beispiel im Victoria and Albert Museum, im Los Angeles County Museum of Art sowie im Centre Pompidou zu sehen.

## Publikationen (Auswahl)
- Gentle Giants. A Book of Newfoundlands. Bulfinch Press, New York NY u. a. 1994, ISBN 0-8212-2166-3.
- A House is not a Home. Bulfinch Press, Boston MA 1996 m ISBN 0-8212-2405-0.
- Branded Youth and Other Stories. Bulfinch Press, Boston MA u. a. 1997, ISBN 0-8212-2525-1.
- The Chop Suey Club. Arena, Santa Fe NM 1999, ISBN 1-892041-19-7.
- All-American. Little Bear Press, New York NY 2001, ISBN 0-9705745-1-7.
- All-American Short Stories. Little Bear Press, New York NY 2002, ISBN 0-9705745-3-3.
- Blood Sweat and Tears. Or how I stopped worrying and learned to love fashion. teNeues, Kempen u. a. 2005, ISBN 3-8327-9098-5.
- My Education. Taschen, Köln 2025, ISBN 978-3-8365-9944-3.

## Ausstellungen (Auswahl)
- 1997 Branded Youth, National Portrait Gallery, London
- 2003 Filmography, Galleria Carla Sozzani, Mailand
- 2004 A letter to true, Colette, Paris
- 2005 Whirligig, Fahey/Klein Gallery, Los Angeles

## Auszeichnungen
- 1986: Clio Award for Recognition in Apparel
- 1988: International Documentary Association Award für Broken Noses
- 1989: International Documentary Association Award für Let’s Get Lost
- 1989: Boston Society of Film Critics Award für den besten Dokumentarfilm für Let’s Get Lost
- 1989: Oscar-Nominierung für den Besten Dokumentarfilm für Let’s Get Lost
- 1993: ICP Infinity Award
- 1998: Alfred Eisenstadt Award for portrait photography
- 2005: Getty Images Lifetime Achievement Award